# Finse Challenge
De Finse Challenge is een toernooi voor golfprofessionals van de Europese Challenge Tour.
De Finse Challenge begon in 2001 op de Talma Golf, waar nu 45 holes zijn. Na drie edities werd het toernooi niet langer georganiseerd. 
In 2012 kreeg de Finse Challenge een doorstart op de Kytäjä Golf in Hyvinkää om in 2015 door te gaan op de Aura Golf Club in Turku. Sinds 2016 wordt dit toernooi gespeeld in Vierumäki. 

## Erelijst
| Jaar                        | Baan                          | Winnaar                       | Score                         | Score                         | Prijzengeld                   |
| Talma Finnish Challenge     | Talma Finnish Challenge       | Talma Finnish Challenge       | Talma Finnish Challenge       | Talma Finnish Challenge       | Talma Finnish Challenge       |
| --------------------------- | ----------------------------- | ----------------------------- | ----------------------------- | ----------------------------- | ----------------------------- |
| 2001                        | Golf Talma                    | Klas Eriksson                 | 272                           | -16                           | € 155.820                     |
| 2002                        | Golf Talma                    | Lee S James                   | 269                           | -19                           | € 153.030                     |
| 2003                        | Golf Talma                    | Marcus Fraser po              | 275                           | -13                           | € 150.000                     |
| Finnish Challenge           |                               |                               |                               |                               |                               |
| 2012                        | Kÿtäjä Golf, Hyvinkää         | Kristoffer Broberg            | 269                           | -15                           | € 170.510                     |
| 2013                        | Kÿtäjä Golf, Hyvinkää         | Stuart Manley                 | 267                           | -21                           | € 170.000                     |
| Vacon Open                  |                               |                               |                               |                               |                               |
| 2014                        | Kÿtäjä Golf, Hyvinkää         | Pelle Edberg                  | 264                           | -20                           | € 170.000                     |
| Gant Open                   |                               |                               |                               |                               |                               |
| 2015                        | Aura Golf Club, Turku         | Dominic Foos                  | 270                           | -14                           | € 170.000                     |
| Vierumäki Finnish Challenge |                               |                               |                               |                               |                               |
| 2016                        | Vierumäki Resort, Vierumäki   | Sam Walker                    | 273                           | -15                           | € 180.000                     |
| 2017                        | Vierumäki Resort, Vierumäki   | Paul Howard                   | 199                           | -17                           | € 180.000                     |
| 2018                        | Vierumäki Resort, Vierumäki   | Kim Koivu                     | 267                           | -21                           | € 180.000                     |
| 2019                        | Vierumäki Resort, Vierumäki   | José-Filipe Lima              | 274                           | -14                           | € 200.000                     |
| 2020                        | Afgelast omwille van COVID-19 | Afgelast omwille van COVID-19 | Afgelast omwille van COVID-19 | Afgelast omwille van COVID-19 | Afgelast omwille van COVID-19 |
| 2021                        | Vierumäki Resort, Vierumäki   | Marcus Helligkilde            | 265                           | -23                           | € 200.000                     |
| 2022                        | Vierumäki Resort, Vierumäki   | Velten Meyer                  | 262                           | -26                           | € 250.000                     |
| 2023                        | Vierumäki Resort, Vierumäki   | Lauri Ruuska                  | 257                           | -27                           | € 250.000                     |

po: Marcus Fraser won de play-off van Tony Edlund.

## Fins Open
Van 1992-2003 was er ook een Fins Open, dat deel uitmaakte van de Challenge Tour.